# Love for the Streets
Love for the Streets is een studioalbum van de Zweedse alternatieve rockband Caesars Palace, voor het eerst uitgegeven in 2002.

## Lijst van nummers
1. "Over 'fore it started" - 2:50
2. "Candy Kane" - 2:36
3. "Mine all of the time" - 2:04
4. "Let my freak flag fly" - 2:35
5. "Cheap glue" - 2:22
6. "Jerk it out" - 3:14
7. "Burn the city down" - 4:09
8. "Do-nothing" - 2:06
9. "I gun for you, Part II" - 0:55
10. "Fifteen minutes too late" - 1:53
11. "She don't mind" - 2:10
12. "I gun for you" - 3:39
13. "Black heart" - 1:28
14. "Thousand-mile-stare" - 1:41